# Algonkin-baskiskt pidginspråk

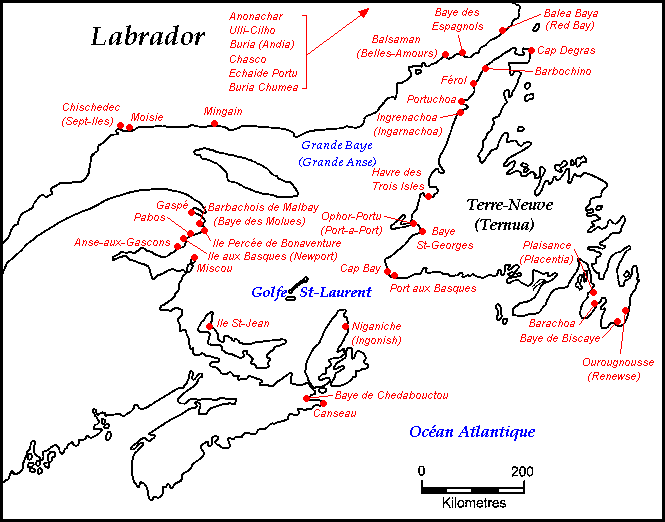
Baskiska fiskelägen i nordöstra Amerika.

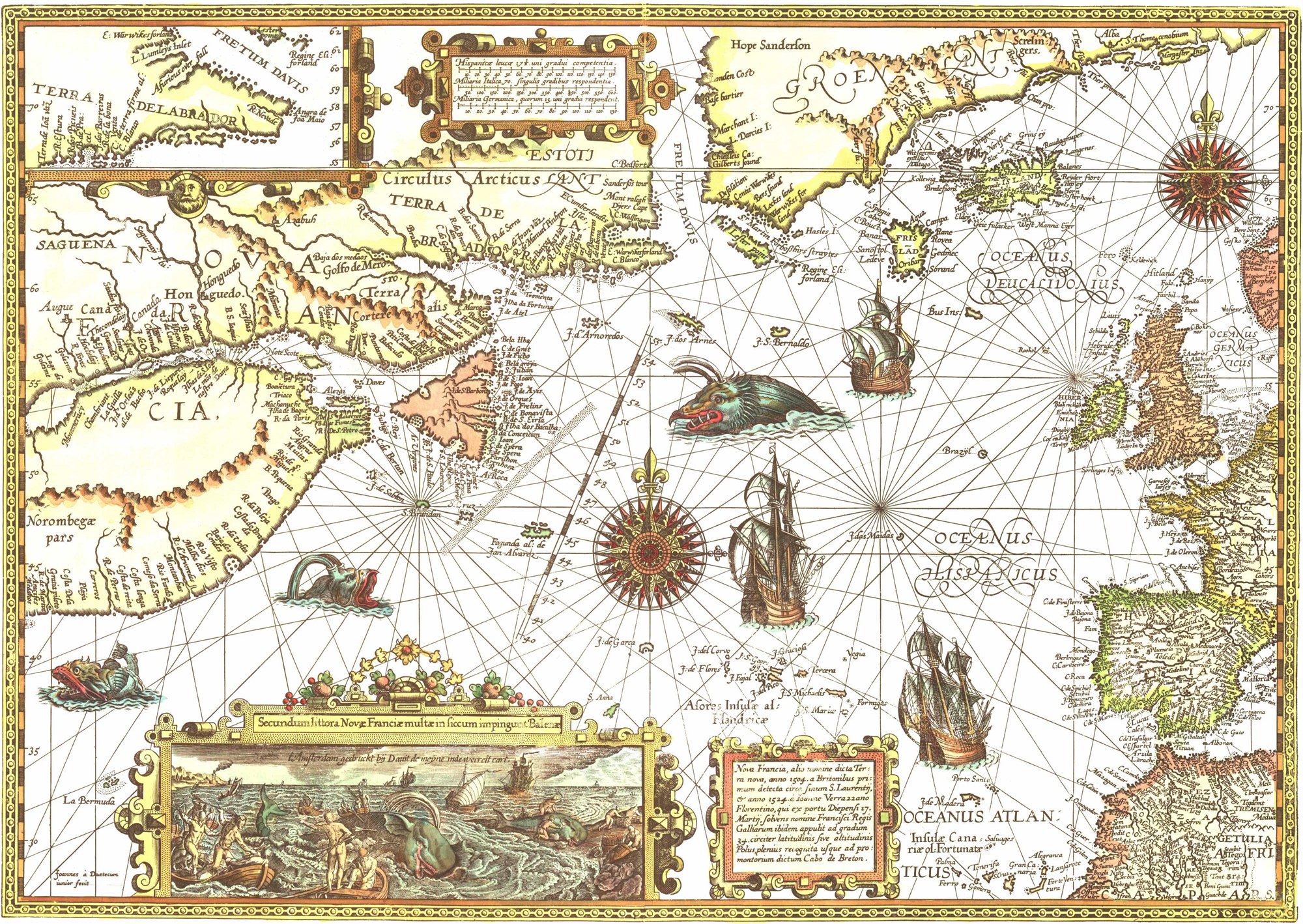
Karta från år 1592 med en illustration föreställande valfångst i Nordatlanten.

Algonkin-baskiskt pidginspråk var ett pidginspråk som talades av baskiska valfångare, Mi'kmaq- och Innu-indianer samt andra talare av algonkinspråk kring Saint Lawrenceviken, som idag ligger i östra Kanada. Basker bosatte sig i området 1527, och pidginspråket anses ha börjat utvecklats under 1530-talet och varit väl spritt under andra halvan av seklet. Språket användes även av franska valfångare och handelsmän som handlade med pälsvaror kring Newfoundland och Labradorhalvön.

## Historik
Algonkin-baskiskan var spridd i området runt viken under andra halvan av 1500-talet, och själva den baskiska närvaron i området nådde sin topp åren 1550–1580. I början av 1600-talet mer eller mindre avslutades de baskiska seglatserna till Saint Lawrenceviken, på grund av minskad tillgång på val, spanjorernas minskande inflytande i Nordamerika och en ökad närvaro av engelsmän, nederländare och fransmän.

## Exempel på Algonkin-baskiska
| Algonkin-baskiska | Baskiska  | Svenska |
| ----------------- | --------- | ------- |
| elege             | erege     | kung    |
| orignak           | oreinak   | älgar   |
| barilia           | barrika   | fat     |
| atouray           | atorra    | tröja   |
| capitaina         | kapitaina | kapten  |
| kessona           | gizona    | man     |

Även inslag från franska förekom, till exempel "garramersies" från grand merci, "stort tack".